# The Devil's Double
The Devil's Double is een Belgisch Nederlandse thrillerfilm uit 2011, met Dominic Cooper in de hoofdrol.

## Verhaal
De film vertelt het mogelijk waargebeurde verhaal van Latif Yahia. Deze Irakees beweert destijds gedwongen te zijn om als dubbelganger te fungeren van Oedai Hoessein, de oudste zoon van Saddam Hoessein.

## Rolverdeling
| Acteur            | Personage                               |
| ----------------- | --------------------------------------- |
| Dominic Cooper    | Inspecteur Latif Yahia / Oedai Hoessein |
| Philip Quast      | Saddam Hoessein                         |
| Ludivine Sagnier  | Sarrab                                  |
| Mimoun Oaïssa     | Ali                                     |
| Raad Rawi         | Munem                                   |
| Mem Ferda         | Kamel Hannah                            |
| Dar Salim         | Azzam Al-Tikriti                        |
| Khalid Laith      | Yassem Al-Helou                         |
| Pano Masti        | Said Kammuneh                           |
| Nasser Memarzia   | Latif's vader                           |
| Tiziana Azzopardi | Latif's zus                             |
| Akin Gazi         | Saleeh                                  |

## Productie
De opnames vonden plaats in Jordanië en Malta. De film ging op 22 januari 2011 in première tijdens het Sundance Film Festival.